# Gino Sartor
Gino Sartor (Mount Shasta, 11 giugno 1922 – Treviso, 10 luglio 1994) è stato un partigiano e politico italiano, comandante di brigata nella Resistenza veneta.

## Biografia
Gino Sartor nacque l'11 giugno 1922 a Sisson, oggi Mount Shasta, cittadina della contea di Siskiyou, nel nord della California (USA). Figlio di emigrati veneti, trascorse i primi anni di vita - insieme ai tre fratelli Domenico, Jimmy ed Elena - nel piccolo centro alle pendici del monte Shasta, dove il padre Giacomo e la madre Maria lavoravano per la società ferroviaria Southern Pacific. 
All'età di 4 anni, nel 1926, Gino tornò in Italia con la famiglia che - benché originaria di Paderno del Grappa - si stabilì a Castelfranco Veneto. 
Seguendo le orme del fratello maggiore, Domenico Sartor, Gino frequentò il Ginnasio di Paderno del Grappa e poi il Liceo Classico Tito Livio di Padova dove conseguì la maturità. Si iscrisse all'Università di Padova e si laureò, dopo la guerra, presso la Facoltà di Giurisprudenza. 
Durante la Seconda guerra mondiale, come Ufficiale del corpo degli Alpini (addestrato tra i Ragazzi di Aosta '41), militò in Jugoslavia e in Francia. Dopo l'8 settembre 1943, scelse immediatamente la via della Resistenza al nazifascismo e assunse presto una posizione di primo piano nel territorio, divenendo comandante di battaglione e poi della brigata partigiana "Cesare Battisti" (intitolata al patriota della Grande Guerra). Fu responsabile di numerosissime azioni di guerriglia e di sabotaggio ed entrò nel Corpo Volontari della Libertà. Successivamente ricevette la Medaglia d'argento al valor militare. 
Alla fine della guerra, l'8 luglio 1945, Gino Sartor fu nominato prosindaco dalla Giunta popolare di amministrazione, nominata dal Comitato di Liberazione Nazionale.
A soli 26 anni, nel 1948, divenne sindaco di Castelfranco Veneto, carica che mantenne fino al 1951 e che poi rivestì di nuovo e ininterrottamente dal 1960 al 1970, guidando insieme al fratello Domenico (a sua volta sindaco, nonché membro dell'Assemblea costituente e deputato dalla I alla VI legislatura per la Democrazia cristiana) la rinascita e lo sviluppo della Castellana. 
Nel 1970 fu eletto consigliere regionale e poi nominato assessore regionale alla Cultura nella prima legislatura della Regione Veneto, con delega ad Istruzione professionale, Musei e Biblioteche, Assistenza scolastica, Problemi della Cultura, ricoprendo l'incarico fino al 1975.
Avvocato e dirigente d'azienda, negli anni successivi e fino alla morte, nel 1994, non rinunciò mai alla politica attiva ma nel 1985 scelse di uscire dalla Democrazia cristiana, in dissenso con il correntismo dominante. Imboccò, dunque, la strada delle liste civiche e sedette da allora nei banchi delle minoranze.
Da sempre convinto della necessità di tramandare la memoria storica della Resistenza, fu uno dei fondatori e il primo presidente dell'Istresco (Istituto per la Storia della Resistenza e della Società Contemporanea della Marca Trevigiana). Rivestì, inoltre, l'incarico di presidente dell'Associazione Volontari della Libertà di Treviso e di membro del Comitato Direttivo dell'Istituto Veneto di storia della Resistenza. 
Marito di Amalia Brusatin e padre di otto figli, da appassionato delle "sue" montagne fu anche presidente del Comitato per la rivitalizzazione di Cima Grappa, vedendo nel Monte Grappa uno dei simboli più forti dell'unità nazionale.

## La Resistenza
Dopo l'8 settembre 1943, di ritorno dalla Francia, dove combatté per un reparto italiano, Gino Sartor scelse immediatamente la Resistenza al Nazifascismo. Strinse, dunque, contatti con i vecchi compagni di scuola e con gli amici dell'Azione Cattolica e mise in piedi un primo raggruppamento di partigiani.
Optò da subito per un antifascismo di stampo cristiano-sociale e, all'età di 21 anni, organizzò le prime riunioni clandestine nella sede del Patronato Pio X a Castelfranco. 
A fine settembre del 1943, ricevette dal Comitato di liberazione locale - che si riuniva a casa del socialista Pacifico Guidolin - l'incarico di addetto militare della zona mandamentale. Fu allora che conobbe il partigiano comunista Primo Visentin - detto "Masaccio" - con il quale, nonostante le differenze ideologiche, strinse una solida amicizia. 
Alla guida della propria brigata - composta tra gli altri dagli amici Sandro e Romeo Pasqualetto, Enzo Rizzo, Gino Trentin, Carlo Magoga, Marcella Dallan, Mario Boni - Gino Sartor organizzò numerosissime azioni di sabotaggio volte a impedire l'accesso alle vie di comunicazione alle forze nazifasciste. Il 7 aprile 1944, fece affiggere nelle vie centrali di Castelfranco "contromanifesti" in risposta ai bandi repubblichini di chiamata alle armi. 
L'8 maggio 1944 Gino Sartor, su iniziativa di Carlo Magoga e con l'aiuto dell'amico Gino Filippetto, coordinò l'uscita del primo numero del giornale clandestino "Il castellano" che poi venne stampato in ulteriori cinque numeri (e 200 copie ciascuno) nella canonica di Don Carlo Davanzo. L'iniziativa fu interrotta per la necessità di concentrarsi unicamente sull'attività militare.
Negli stessi giorni, Sartor si recò al Distretto militare di competenza dove era richiesto per il giuramento di fedeltà alla Repubblica sociale. Di fronte all'ufficiale incaricato, si rifiutò di pronunciare la dichiarazione attesa, definendo il governo "illegittimo". Nelle ore successive, accorgendosi di essere pedinato, si diede alla fuga.
In clandestinità, reperì armi ed esplosivi per nuove azioni di sabotaggio e il 25 giugno 1944 organizzò il primo di almeno dieci aviolanci a Poggiana, sul campo di lancio K63. Coordinò la brigata colpendo le linee ferroviarie e i convogli militari. La sua squadra - nella quale confluirono ex ufficiali di artiglieria - si distinse in particolare in quanto prima del territorio a saper utilizzare l'esplosivo. 
Il 16 settembre 1944, Gino Sartor firmò l'atto di nascita del "Battaglione Castelfranco". Nel novembre 1944, venne avvisato dalle staffette Tina Anselmi e Liliana Saporetti che i fascisti lo stavano cercando, e si rifugiò per 48 ore insieme ai due fratelli Rizzo in una buca di due metri scavata appositamente in casa Trentin. 
Nel febbraio 1945, il Battaglione Castelfranco divenne "Brigata Cesare Battisti", in onore del patriota della Grande guerra. Entro il 25 aprile 1945, alla guida di Gino Sartor, il gruppo castellano compì almeno 91 azioni di sabotaggio e di combattimento, con 2692 ore di interruzione di traffico ferroviario, 35 locomotive fuori uso, 2030 metri di rotaie distrutte, 48 carri ferroviari e 4 carri cantiere colpiti, nonché un ponte ferroviario interrotto.
Il 28 aprile 1945, Gino Sartor intimò la resa al comando tedesco che si trovava in Palazzo Bolasco. Dopo un incontro con il comandante nemico, al quale Sartor si recò insieme alle staffette Tina Anselmi e Liliana Saporetti, i tedeschi annunciarono che avrebbero lasciato Castelfranco e avrebbero rimosso le mine dal palazzo occupato. I partigiani, da parte loro, assicurarono che avrebbero evitato ulteriori azioni di guerra. 
Il 29 aprile Castelfranco fu ufficialmente liberata. Mentre la resa dei tedeschi procedeva, nelle campagne molti partigiani della zona - tra i quali Primo Visentin "Masaccio" - caddero però in combattimento e in imboscate, e diversi e terribili furono gli eccidi perpetrati ai danni dei civili dagli occupanti in ritirata, tra San Giorgio in Bosco, Sant'Anna Morosina, Abbazia Pisani, Lovari, San Martino di Lupari e Castello di Godego.
Gino Sartor fu insignito della Medaglia d'argento al Valor militare con decreto del 26 aprile 1947 e con la seguente motivazione: "Comandante di Brigata partigiana, la guidava in numerosissime ardite azioni di guerriglia e sabotaggio che disorganizzavano le vie di comunicazione e i punti nevralgici del nemico, distinguendosi sempre per instancabile attività, capacità di comando e audacia senza pari. Nel periodo dell'insurrezione, alla testa delle sue unità, contribuiva efficacemente all'annientamento del nemico liberando la zona a lui affidata e catturando un ingente numero di prigionieri e molto materiale bellico. Magnifico esempio di combattente, valoroso, animatore e trascinatore di uomini". 

## L'impegno politico
Alla fine della guerra, l'8 luglio 1945, Gino Sartor fu nominato prosindaco dalla Giunta popolare di amministrazione, incaricata dal Comitato di liberazione nazionale.
All'età di 26 anni, nel 1948, divenne sindaco di Castelfranco Veneto, carica che mantenne fino al 1951 e che poi rivestì di nuovo e ininterrottamente dal 1960 al 1970. Complessivamente, fu primo cittadino per 13 anni nei quali lavorò, insieme al fratello Domenico (a sua volta sindaco, nonché membro dell'Assemblea costituente e deputato dalla I alla VI legislatura per la Democrazia cristiana), per la rinascita e lo sviluppo della città. 
In particolare, promosse la transizione di Castelfranco - pesantemente danneggiata dalla guerra - da piccolo centro agricolo a polo industriale, culturale e sanitario di riferimento. Come lui stesso dichiarò in un'intervista, “i grandi problemi erano la ricostruzione, l’occupazione e l’emigrazione che ci privava delle menti e delle braccia migliori. E poi mancavano le infrastrutture: strade, ospedale, scuole. Puntammo tutto sulle industrie. Il comune acquistò in quegli anni almeno 500 campi che poi cedette a prezzi agevolati agli imprenditori esterni, era quello l’unico modo per attrarli. L’area a est venne scelta perché più comoda alla stazione. Le poche industrie esistenti fecero il resto”. 
Nella sua azione da sindaco, Gino Sartor fu definito "antesignano del Compromesso storico" per il dialogo che instaurò con le cooperative rosse, pur guidando una giunta "bianca" Dc. “Eravamo convinti - affermò in proposito lui stesso - che solamente l’apertura a tutte le forze sane e dinamiche potesse portare alla creazione di un polo autonomo, splendente di luce propria in una posizione strategica del Veneto. Quando andavamo in giro a Venezia, a Roma, ovunque, per chiedere soldi, aiuti, progetti, ci chiedevano se volevamo costituire la repubblica indipendente di Castelfranco". 
Alla costruzione del nuovo ospedale, inaugurato nel 1963 alla presenza del presidente della Repubblica Antonio Segni, i fratelli Domenico e Gino Sartor destinarono - con accordo dei comunisti - l'ingente bottino sottratto ai tedeschi in ritirata al termine della Resistenza al nazifascismo. 
Dal 1970 al 1975, Gino Sartor fu poi assessore regionale alla Cultura per la prima legislatura della Regione Veneto, con delega ad Istruzione professionale, Musei e Biblioteche, Assistenza scolastica, Problemi della Cultura.
Negli anni successivi e fino alla morte, nel 1994, non rinunciò mai alla politica attiva ma nel 1985 scelse di uscire dalla Democrazia cristiana, in dissenso con il correntismo dominante. In un'intervista, rilasciata alla Tribuna di Treviso il 28 giugno 1990, espresse una dura critica nei confronti della Democrazia cristiana di allora: "Si era formato un blocco di persone interessato solamente a occupare le poltrone disponibili o a crearne di nuove solo per potercisi sedere". 
Gino Sartor imboccò, con questa motivazione e in solitudine, la strada delle liste civiche. Sedette da allora nei banchi delle minoranze, accumulando mezzo secolo di esperienza nel Consiglio comunale di Castelfranco e mantenendo record di preferenze anche da fuoriuscito, nelle successive elezioni amministrative. Della propria scelta di rottura dichiarò: "Quando ho fatto la scelta civica speravo di poter avvicinare alla politica persone in gamba che erano sempre state tagliate fuori dalla logica delle tessere e delle correnti, era ormai quella l’etica della Dc. Ma non ci sono riuscito, come non sono riuscito a coagulare il polo laico che avrebbe potuto scardinare l’incrostazione politica di oggi. Purtroppo le federazioni provinciali si sono tirate indietro, troppi gli interessi da far combaciare, le poltrone da scambiare qua e là. Nonostante questo sono convinto della mia ribellione positiva e del fatto che la gente sia stanca di questa politica viziata e occupata, per questo continuerò a far sentire la mia voce”. 
Dopo la morte, avvenuta nel 1994 all'età di 71 anni, fu seppellito insieme ai compagni di lotta partigiana nel cimitero di Castelfranco Veneto.